# 小冠薰
小冠薰（学名：Basilicum polystachyon），舊名台湾罗勒，又名假零陵香，为唇形科小冠薰属下的唯一的一种，曾經是羅勒屬下的一種，为一年生或多年生草本植物。该属只有1种，分布于热带非洲经东南亚至澳大利亚。
种名polystachyon意为多穗的。